# Фесенко Валентина Іванівна
Валентина Іванівна Фесенко (26 жовтня 1959, Варовичі — 7 листопада 2012) — український педагог, літературознавець, науковець, доктор філологічних наук, професор, завідувач кафедри історії і теорії світової літератури Київського національного лінгвістичного університету.
Фахівець у галузі новітньої французької літератури, інтермедіальності, поетики художнього тексту.

## Освіта і наукові ступені
- 1976—1981 факультет французької мови Київського державного педагогічного інституту іноземних мов.
- 1985—1988 аспірантура Київського національного університету ім. Т. Г. Шевченка.
- 1996—1999 докторантура за європейською програмою ко-тютель м. Ам'єн, Франція.

Науковий ступінь: Доктор філологічних наук, спеціальність 10.01.04 «Література зарубіжних країн»

## Читала курси
- Історія зарубіжної літератури XIX століття
- Історія зарубіжної літератури на межі ХІХ — XX ст,
- Історія зарубіжної літератури XX ст (ІІ половина)
- Littérature d'expression française

Теоретичні курси для магістрантів:
- Автофікціональність via фікціональність

Курси за вибором:
- Література і кінематограф
- Література і живопис

## Деякі публікації
- Фесенко В І. Новітня французька література. Навчальний посібник. — Київ, ВІПОЛ, 2012. — 76с.
- V Fesenko. Littérature d'expression française. Manuel en 2 parties . — Kiev, VIPOL, 2012. — 152p.
- Фесенко В. І. Дивитись \бачити \ читати. Інтермедіальний дискурс літератури і живопису. — Київ, Самвидав. — 2009. — 320с.
- Фесенко В. І. Зарубіжна література. Підручник для 7 класу середньої загальноосвітніх навчальних закладів. — Київ, Схід-Продукт, 2007. — 272с.
- Фесенко В. І. Зарубіжна література .7 клас. Частина 1. Підручник для середньої загальноосвітньої школи. — Київ «Навчальна книга» 2005 р. — 173с.
- Фесенко В. І. Зарубіжна література 7 клас. Частина 2. Підручник для середньої загальноосвітньої школи — Київ «Навчальна книга» 2005 р. — 222с.
- Фесенко В. І.. Французький роман 1945—2000. Алхімія слова живого. Навчальний посібник.. — Київ, «Промінь», 2005. — 382с.
- Фесенко В. І. Етика 5 клас. Підручник для середньої загальноосвітньої школи — Київ «Навчальна книга» 2005 р.
- Фесенко В. І. Зарубіжна література 8 клас. Частина 1. Підручник для середньої загальноосвітньої школи — Київ «Бліц» 2004 р.
- Фесенко В. І. Зарубіжна література 8 клас. Частина 2. Підручник для середньої загальноосвітньої школи — Київ «Бліц» 2004 р.
- Фесенко В. І. Зарубіжна література 6 клас. Частина 1. Підручник для середньої загальноосвітньої школи — Київ «Навчальна книга» 2004 р.
- Фесенко В. І. Зарубіжна література 6 клас. Частина 2. Підручник для середньої загальноосвітньої школи — Київ «Навчальна книга» 2004 р.
- Фесенко В. І. Жіноче письмо Маргерит Дюрас. Навчальний посібник. — Київ «Видавничий ценнтр КДЛУ», 2000. — 154с.
- Фесенко В. І. Постмодернізм у французькій прозі. Навчально-методичний посібник до спецкурсу. — К.: Видавничий центр КДЛУ, 2000. — 104 с.

У співавторстві:
- Фесенко В. І. Висоцька Н. О., Юрчук О. О., Заремба Т. Ф. Курс лекцій «Література другої половини XX ст»: навчальний посібник для студентів ІУ курсу. — К.: Видавничий центр КДЛУ, 2005. — 118 с.

## Вшанування пам'яті
Ім'я Валентини Іванівни Фесенко присвоєно кафедрі теорії та історії світової літератури, яку вона очолювала.
З 2014 року раз на 4 роки проводиться Міжнародна наукова конференція пам'яті професора Валентини Іванівни Фесенко. І конференція відбулася 27 березня 2014 року. ІІ конференція проводиться 15-16 березня 2018 року.